# 聖闘士★セイントパラダイス〜最強の戦士たち
『聖闘士★セイントパラダイス〜最強の戦士たち』（セイント★セイントパラダイス〜さいきょうのせんしたち）は、テレビアニメ『聖闘士星矢』のゲームボーイ用ゲームソフト。1992年11月13日にバンダイから発売された。『聖闘士星矢』本編とは異なる毛色を持つカードダス『セイントパラダイス』をゲーム化した作品。ゲームは3つの章に構成されている。

## サブタイトル
- 第1章：ギャラクシアンウォーズ編
- 第2章：12宮編
- 第3章：ポセイドン編